# تل گورستان شایجان
تل قبرستان شایجان مربوط به دوره هخامنشی - سده‌های میانه دوران‌های تاریخی پس از اسلام است و در شهرستان مرودشت، بخش درودزن، دهستان رامجرد ۲، ۷۰۰ متری روستای شایجان ۱ واقع شده و این اثر در تاریخ ۳۰ بهمن ۱۳۸۶ با شمارهٔ ثبت ۲۰۸۲۱ به‌عنوان یکی از آثار ملی ایران به ثبت رسیده است.